# Rio Púlpito
O rio Púlpito é um rio brasileiro do estado de Santa Catarina. 